# Estadi Ahmadou Ahidjo
L'Estadi Ahmadou Ahidjo és un estadi poliesportiu de la ciutat de Yaoundé, Camerun.
Principalment és utilitzat per la pràctica del futbol i l'atletisme. Té una capacitat per a 42.500 espectadors. Fou construït el 1972. Amb motiu de la Copa d'Àfrica femenina i la Copa d'Àfrica de Nacions 2021 fou remodelat el 2016. Va ser seu del Campionat Africà d'atletisme de 1996.
És la seu de clubs com Canon Yaoundé, Tonnerre Yaoundé i Louves Minproff, així com de la selecció nacional. Durant els anys 80 va arribar a encabir fins a 120.000 espectadors.

## Referències

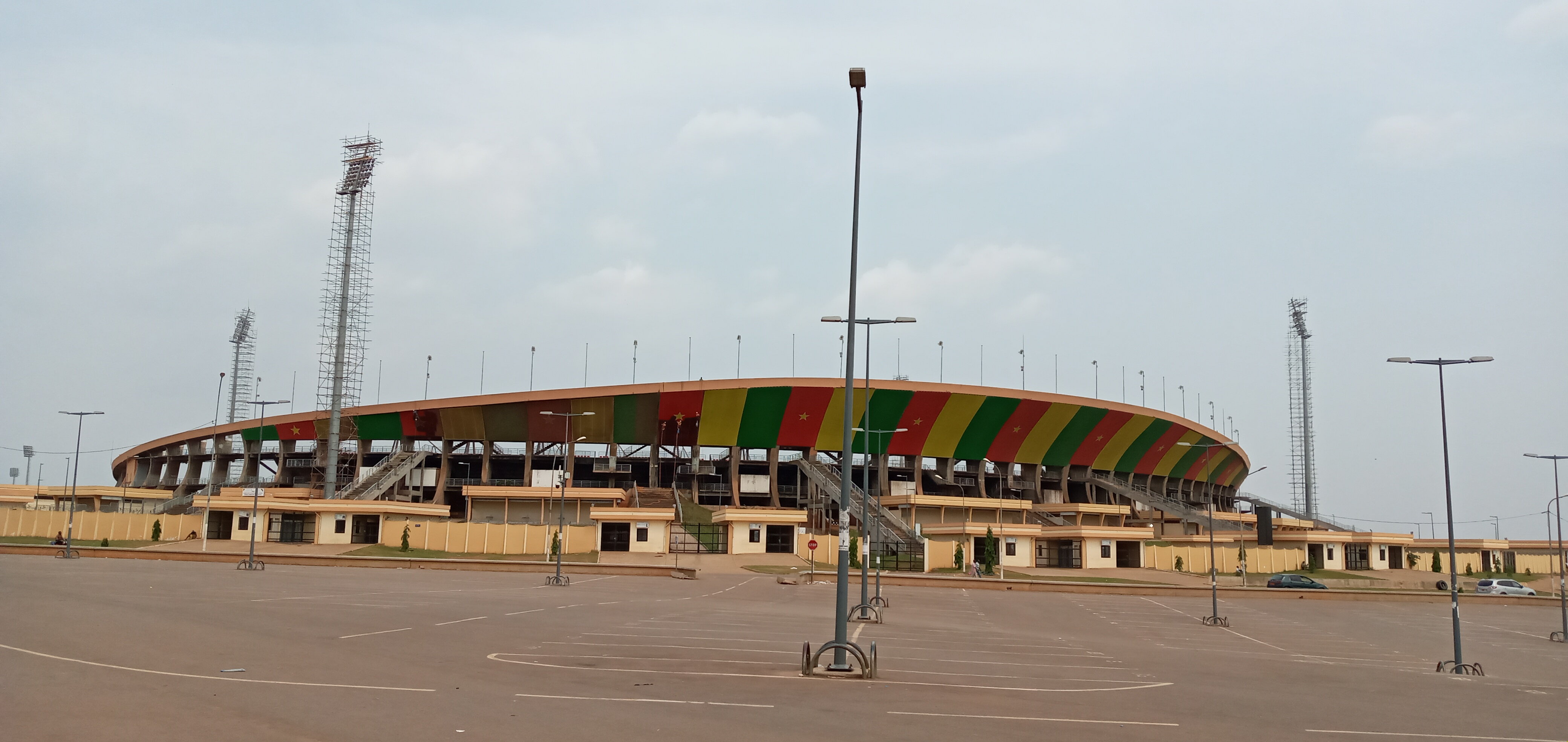
Stade Ahmadou Ahidjo, Mfandena, Yaoundé.